# Hans Malmberg
Hans Henry Malmberg (20. září 1927 ve farnosti Solna – 1. září 1977 ve Vällingby ve Stockholmu) byl švédský novinářský fotograf. Byl členem fotografického kolektivu Tio fotografer (Deset fotografů).

## Životopis
Malmberg pracoval od roku 1948 na volné noze pro noviny jako Vi, Se a Stockholms-Tidningen. Pořídil mnoho propracovaných fotografických reportáží, včetně korejské války v roce 1950 v Se, celkem asi padesát stran rozdělených do osmi čísel. Mezi jeho knihy patří Island (1951) a Dalälven - Industrifloden (1957). Sbírkový svazek Hans Malmberg: Reporter och flanör, který vydal Rune Jonsson v roce 1989.
Malmberg je mimo jiné zastoupen v Muzeu moderního umění. Je pohřben v pamětním háji na hřbitově Råcksta.

## Galerie

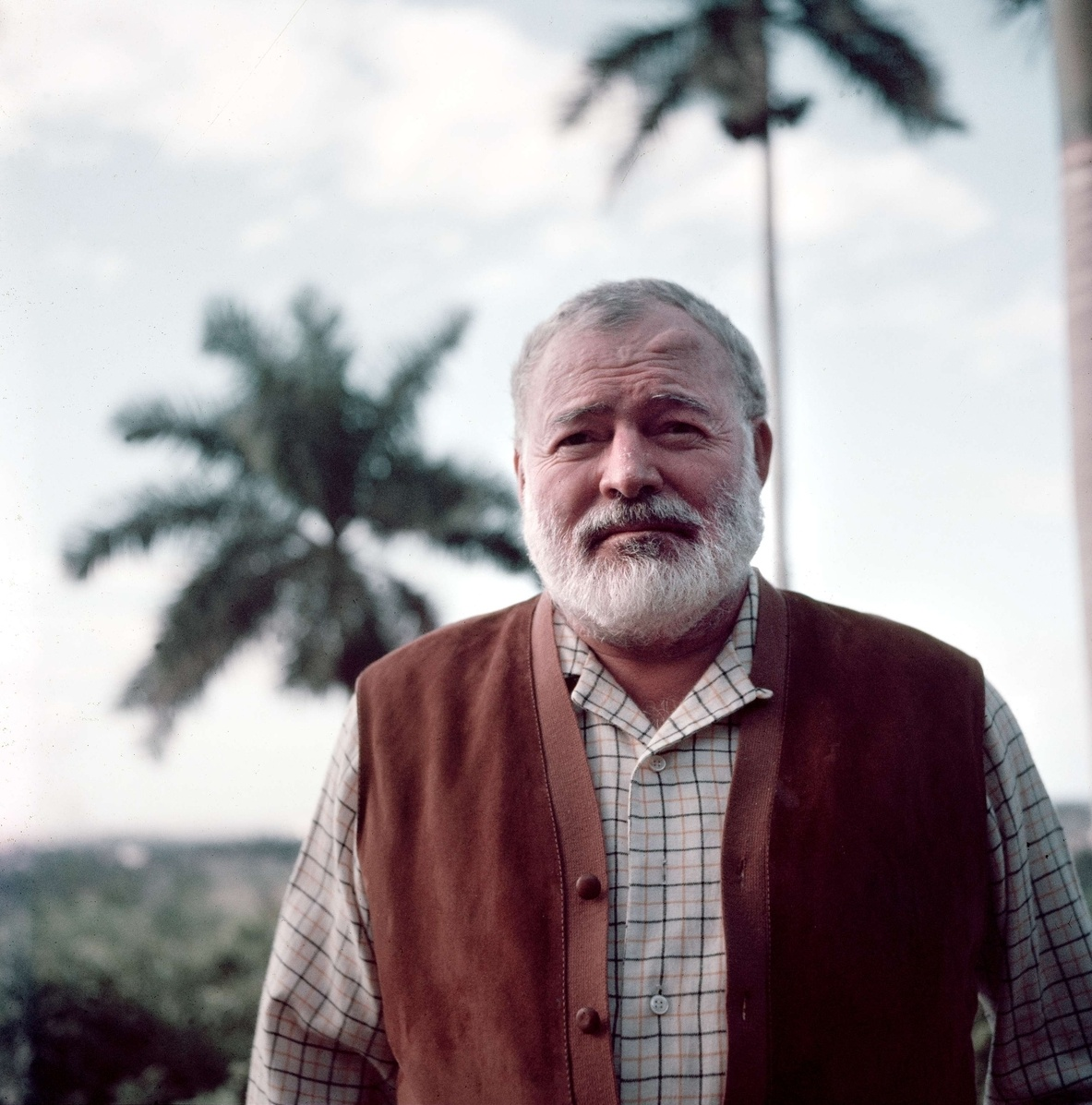
Ernest Hemingway na Kubě, 1954
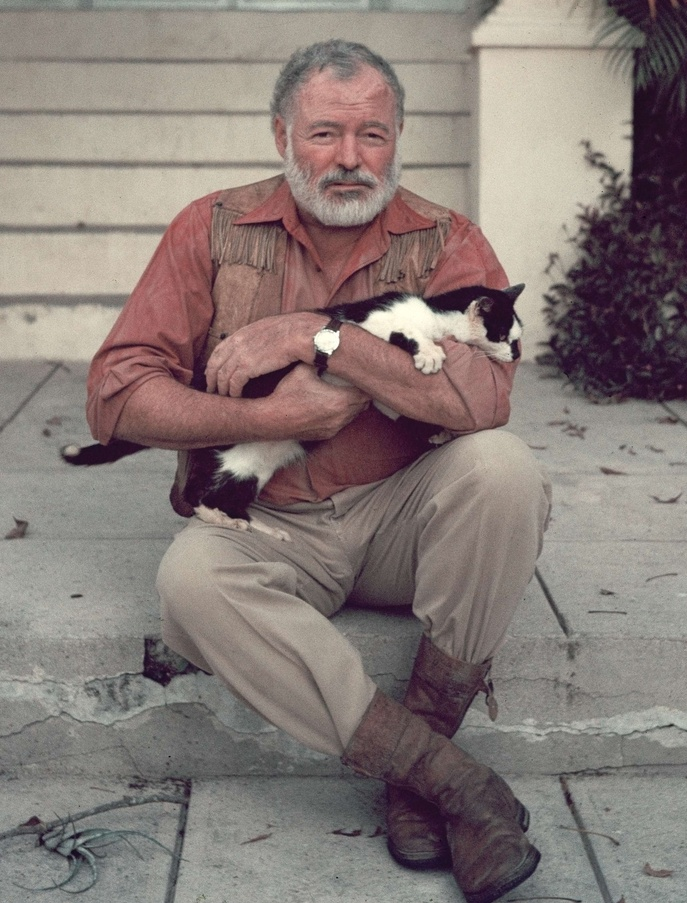
Ernest Hemingway s kočkou, 1954